# 毫克每公合
毫克每公合（表示法：mg/dL）是血液生化檢查常用的濃度單位。常規檢驗如血糖、血膽固醇、血三酸甘油脂等，都會使用這個單位來表示。